# Bruce Barrymore Halpenny
Bruce Halpenny Barrymore (1937-3 de mayo de 2015) fue un conocido historiador, escritor, y militar británico, experto en aeropuertos y aviones militares. En su faceta de escritor es célebre por sus historias de misterio y fantasmas, las cuales están principalmente relacionadas con la Royal Air Force (RAF).

## Carrera literaria
En la década de 1950, durante su servicio militar en la RAF, fue herido y tuvo que someterse a varias operaciones de alto riesgo. Sin embargo, los cirujanos salvaron su mano, su brazo y sobre todo su vida. Durante su rehabilitación comenzó a escribir y a investigar como pasatiempo. Halpenny escribió sobre los aeropuertos y la historia militar de la RAF. Entre sus libros más conocidos se encuentra La estación fantasma, donde relata historias de misterio y fantasmas, y en su libro Ghost Stations relata sus vínculos con los militares y el aeropuerto de la RAF. Se ha caracterizado por ser muy activo en las campañas de numerosas organizaciones y causas, especialmente con respecto a los veteranos de guerra, las viudas de la guerra, los soldados heridos y discapacitados. Ha defendido la importancia de la cultura y la identidad de las regiones. En la década de 1970, fue el principal arquitecto en la construcción del aeropuerto de Pescara y ayudó a que este adquiriera su estatus de aeropuerto internacional. Ha sido durante mucho tiempo defensor del bienestar de los animales, especialmente perros y lobos y es el presidente de la fundación Wolf Preservation Foundation. 
Bruce y su esposa, quien es escritora ecuestre, Marion Rose Halpenny, tienen un hijo, Baron Barrymore Halpenny, quien es escritor y diseñador gráfico.

## Obra
- To Shatter the Sky: Bomber Airfield at War (ISBN 978-0-85059-678-6)
- Military Airfield (serie)
- Fight for the Sky: Stories of Wartime Fighter Pilots (ISBN 978-0-85059-749-3)
- An English Town: Market Rasen (ISBN 978-0-9547774-0-1)
- Bullets in the Morning...Bullets at Night: The Italian Campaign (ISBN 978-0-9547774-1-8)
- Ghost Stations (serie)
- Wartime Poems (ISBN 978-0-907595-69-4)
- English Electric/BAC Lightning
- English Electric Canberra: The History and Development of a Classic Jet
- The Avro Vulcan Adventure (ISBN 978-0-9547774-3-2)